# Сецу
Сѐцу (на италиански и на сардински: Setzu) е малко село и община в Южна Италия, провинция Южна Сардиния, автономен регион и остров Сардиния. Разположено е на 206 m надморска височина. Населението на общината е 146 души (към 2010 г.).